# (16769) 1996 UN1
(16769) 1996 UN1 es un asteroide perteneciente al cinturón de asteroides, descubierto el 29 de octubre de 1996 por  Masakatsu Aoki desde el Observatorio Astronómico privado Aoki, Toyama, Japón.

## Designación y nombre
Designado provisionalmente como 1996 UN1.

## Características orbitales
1996 UN1 está situado a una distancia media del Sol de 2,605 ua, pudiendo alejarse hasta 2,955 ua y acercarse hasta 2,255 ua. Su excentricidad es 0,134 y la inclinación orbital 13,362 grados. Emplea 1535,49 días en completar una órbita alrededor del Sol.
Pertenece a la familia de asteroides de (170) Maria.

## Características físicas
La magnitud absoluta de 1996 UN1 es 14,07. Tiene 4,997 km de diámetro y su albedo se estima en 0,257.